# Joaquim Vairinhos
Joaquim Manuel dos Santos Vairinhos (Loulé, 25 de Junho de 1944 — Faro, 11 de Abril de 2022) foi um político, professor e escritor português.

## Biografia
Nasceu no concelho de Loulé. Licenciou-se em educação, e fez uma pós-graduação em gestão ambiental.
Foi presidente da Câmara Municipal de Loulé entre 1990 e 1999, ano em que abdicou daquele posto para se tornar eurodeputado pelo Partido Socialista, tendo ocupado aquele cargo ate 2004. Durante o seu mandato em Loulé, também fez parte do Comité das Regiões da União Europeia, entre 1994 a 1999. Presidiu igualmente à divisão do Algarve do Partido Socialista.
Exerceu igualmente como consultor, professor, inspectador orientador e coordenador pedagógico do Ministério da Educação. Também se destacou pelo seu associativismo em Loulé e na região, tendo sido o principal responsável pela fundação da Casa da Cultura, do Clube de Ténis, do Rugby Club. Foi igualmente atleta pelo clube Louletano, pelo Benfica e pelo Faro e Benfica, nas modalidades de futebol, atletismo e rugby. Nos últimos anos de vida iniciou uma carreira como escritor, tendo produzido alguns livros de poesia, com Coisas do Coração, Afrodites, ...para que não digas que não falo de amor..., e se o mar fosse eu?, Grito só silêncios nas asas do Verbo e Retalhos Poéticos do Quotidiano.
Faleceu em 11 de Abril de 2022, em Faro, com 77 anos de idade, devido a uma doença prolongada. Em Fevereiro desse ano, tinha sido homenageado pela Câmara Municipal de Loulé, que colocou o seu nome no Pavilhão Municipal. Na sequência da sua morte, a autarquia de Loulé decretou três dias de luto municipal. Também a Comunidade Intermunicipal do Algarve emitiu uma nota de pesar, onde o classificou como um «homem defensor de causas».